# 武明智
武明智（1972年4月3日—），也被中国媒体根据读音误译为沃明催、里明崔，越南国际足球裁判，2012年度亚足联精英裁判之一。武明智是V联赛主裁判。
2012年，武明智受中国足协邀请，主吹了2012年中超联赛和2012年中国足协杯的一些比赛。其中，2012年中超联赛第26轮青岛中能主场2比1战胜广州恒大的比赛，武明智向广州恒大的唐德超和张琳芃各出示了一张红牌。赛后广州恒大主帅里皮在新闻发布会上抨击了武明智，认为他对主队的犯规视而不见，纵容青岛中能球员的犯规。里皮甚至说，“中国要提高足球水平，请这种水平的裁判执法不是一个正确的方式。如果这样的话，请大牌球员来到中国都是徒劳的，因为裁判不允许球员好好踢球”。中国足协随后罚里皮禁赛一场。